# Airijärvi, Lappland
Airijärvi är en sjö i Kiruna kommun i Lappland och ingår i Torneälvens huvudavrinningsområde. Sjön har en area på 1,11 kvadratkilometer och ligger 308 meter över havet. Airijärvi ligger i Torne och Kalix älvsystem Natura 2000-område. Sjön avvattnas av vattendraget Airijoki.

## Delavrinningsområde
Airijärvi ingår i det delavrinningsområde (753134-174276) som SMHI kallar för Utloppet av Airijärvi. Medelhöjden är 313 meter över havet och ytan är 4,87 kvadratkilometer. Det finns inga avrinningsområden uppströms utan avrinningsområdet är högsta punkten. Airijoki som avvattnar avrinningsområdet har biflödesordning 3, vilket innebär att vattnet flödar genom totalt 3 vattendrag innan det når havet efter 335 kilometer. Avrinningsområdet består mestadels av skog (52 procent) och sankmarker (24 procent). Avrinningsområdet har 1,12 kvadratkilometer vattenytor vilket ger det en sjöprocent på 22,9 procent.